# معاهده یافا (۱۲۲۹)
معاهده یافا (۱۲۲۹) (انگلیسی: Treaty of Jaffa) موافقت‌نامه‌ای بود که در جریان جنگ صلیبی ششم و در ۱۸ فوریه ۱۲۲۹ میان فریدریش دوم، امپراتور مقدس روم و الکامل محمد، سلطان ایوبی مصر بسته شد. هرچند اصل توافق‌نامه برجای نماده است اما از نوشته‌های متعددی که از آن دوره باقی مانده‌است، می‌توان محتوای آن را حدس زد. طبق این قرارداد سلطان الکامل حاضر شد در مقابل آتش‌بس ده ساله میان صلیبیون و مسلمانان، اورشلیم، بیت‌اللحم و ناصره و نیز نوار باریکی از منطقه‌ای را که اماکن مقدس را به ساحل وصل می‌کرد، به فریدریش واگذار کند. فریدریش نیز توافق کرد که از آن پس، شهر بدون استحکامات و امکانات دفاعی بماند. ساکنین مسلمان آزاد باشند و در آنجا بمانند و مالک خانه و مایملک خود باشند. در ضمن آنها می‌توانستند برای اداره سیستم قضایی جداگانه خود، مقامات شهری خود را داشته باشند و حافظ منافع مذهبی خود باشند. مسجد الاقصی و قبه‌الصخره نیز در دست مسلمانان باقی بماند. همچنین فریدریش به عنوان حاکم اورشلیم توافق کرد که در هر جنگی که بین مسلمانان و مسیحیان طرابلس و انطاکیه پیش آید، بی‌طرف بماند و سوگند یاد کرد که اگر مسیحیان آتش‌بس را نقض کردند، با مسلمانان متحد شود.